# Billel Omrani
Billel Omrani (Forbach, 2 de junho de 1993) é um futebolista francês, naturalizado argelino, que atua como atacante. Atualmente está sem clube.